# Aiaaira
"Aiaaira" (tiếng Abkhaz: Аиааира; "Chiến thắng") là quốc ca của nhà nước được công nhận một phần Abkhazia. Bài hát đã được thông qua năm 1992. Lời bài hát được viết bởi nhà thơ Gennady Alamia, và phần nhạc được sáng tác bởi Valery Chkadua.

## Lịch sử
Lời bài hát được viết sau khi Abkhazia tuyên bố độc lập vào năm 1992. Quốc ca Abkhazia sử dụng mô típ mở đầu và lời bài hát của bài hát giải phóng Abkhazia "Kiaraz" (tiếng Abkhaz: "Кьараз"), một bài hát được sáng tác dưới chế độ Cộng hòa Dân chủ Gruzia (1918–1921).
Năm 1994, sau cuộc chiến giành độc lập khỏi Gruzia, Valery Chkadua đã sáng tác quốc ca cho Abkhazia theo yêu cầu cá nhân của Tổng thống đầu tiên Vladislav Ardzinba. Chkadua, từng là học sinh của Sergei Prokofiev và Dmitry Shostakovich, đã đưa nhiều phong điệu dân gian khác nhau vào bài hát. Chkadua đã từ chối tiền bản quyền cho tác phẩm. Ông đã viết bài quốc ca vào mùa đông trong một ngôi nhà lạnh lẽo, không có hệ thống sưởi ấm. Sau này, ông đã được tổng thống Vladislav Ardzinba trao tặng một căn nhà như một lời cảm ơn.
Bài quốc ca đã chính thức được Hội đồng Nhân dân thông qua vào ngày 24 tháng 10 năm 2007 trong luật Hiến pháp của Cộng hòa Abkhazia "Về Quốc ca của Cộng hòa Abkhazia", Số. 1873-s-IV, kí bởi Tổng thốngSergei Bagapsh vào ngày 2 tháng 11 năm 2007.

## Lời bài hát

### Bản gốc tiếng Abkhaz
| Lời bài hát tiếng Abkhaz (chính thức) | Chuyển tự (KNAB 1997(2.0)) | Phiên âm IPA |
| --- | --- | --- |
| Шәнеибац, шәнеибац, Аԥсуаа рыҷкәынцәа! Аԥсны азыҳәан ашьа казҭәаз, Аԥсуаа рыҷкәынцәа! Ахақәиҭраз ашьа казҭәаз, Аԥсуаа рыҷкәынцәа! О-ҳо-ҳо-о-ҳо-о-Рада О-ҳо-ҳо-о-ҳо-Раида-ра! Ажәҩан мрадоуп, еҵәадоуп Уара уда, Аԥсынра! Еҵәа-бырлаш Аԥсынтәыла, Улԥха згәаҵақәа ирҭыԥхо, Геи-шьхеи рыԥшӡара зыԥшнылаз Жәлар ламысла иҳаракхоит. Рада, Раида, Рарира! Рада, Рерама, Рерашьа! Нарҭаа риира-зиироу Афырхацәа Ран-Гәашьа Аԥсынтәыла-иԥшьоу атәыла, Ихы здиныҳәалаз Анцәа! Зқьышықәсала имҩасхьо гылан, Рыжәҩа еибырҭоиҭ уԥацәа! Шәнеибац, Аԥсныжәлар! Аишьцәа, шәнеибац! Нхыҵ-аахыҵ ҳаицуп! Ҳазшаз илаԥш Ҳхыуп иаҳхымшәо Ԥеиԥш лаша ҳзыԥшуп! Шәнеибац, Аԥсныжәлар, Игылеит ҳамра, Иақәым ҭашәара! Урылагәырӷьа, Анра-ахшара, Шьардаамҭа, Аԥсынра! | Šwneibac, šwneibac, Apsuaa ryḉķwyncwa. Apsny azyhwan aśa ķaztwaz, Apsuaa ryḉķwyncwa. Axakwitraz aśa ḳaztwaz, Apsuaa ryḉķwyncwa. O-ho-ho-o-ho-o-Rada O-ho-ho-o-ho-Raida-ra! Ažwÿan mradouṗ, eçwadouṗ Uara uda, Apsynra! Eçwa-byrlaš Apsynţwyla, Ulpxa zgwaçakwa irtypxo, Gei-śxei rypšdzara zypšnylaz Žwlar lamysla iharaķxoiţ. Rada, Raida, Rarira Rada, Rerama, Reraśa. Nartaa riira-ziirou Afyrxacwa Ran-Gwaśa Apsynţwyla-ipśou aţwyla Ixy zdinyhwalaz Ancwa! Zkjyšykwsala imÿasxjo gylan, Ryžwÿa eibyrtoit upacwa! Šwneibac, Apsnyžwlar! Aiścwa, šwneibac! Nxyç-aaxyç haicuṗ! Hazšaz ilapš Hxyuṗ iahxymšwo Peipš laša hzypšuṗ! Šwneibac, Apsnyžwlar! Igyleiţ hamra, Iakwym tašwara! Urylagwyrǧja, Anra-axšara, Śardaamta, Apsynra! | [ʃʷnej.bɑt͡sʰ ʃʷnej.bɑt͡sʰ] [ɑpʰ.swɑː rət͡ʃʼ.kʷʼən.t͡ɕʰʷɑ] [ɑpʰ.snə‿ɑ.zə.ħʷɑn ɑ.ʃɑ kʼɑz.tʰʷɑz] [ɑpʰ.swɑː rət͡ʃʼ.kʷʼən.t͡ɕʰʷɑ] [ɑ.χɑ.kʷi.tʰr̥ɑz ɑ.ʃɑ kʼɑz.tʰʷɑz] [ɑpʰ.swɑː rət͡ʃʼ.kʷʼən.t͡ɕʰʷɑ] [o ħo ħo o ħo o rɑ.dɑ] [o ħo ħo o ħo rɑj.dɑ rɑ] [ɑʒʷ.ɥɑn mrɑ.dowpʼ e.t͡ɕʷʼɑ.dowpʼ] [wɑ.rɑ u.dɑ ɑpʰ.sən.rɑ] [e.t͡ɕʷʼɑ bər.ɫɑʂ ɑpʰ.sən.tʷʼə.ɫɑ] [uɫ.pʰχɑ zɡʷɑ.t͡sʼɑ.kʷɑ‿ir.tʰəpʰ.χo] [gejʃ.χej rəpʰʂ.d͡zɑ.rɑ zəpʰ.ʂnə.ɫɑz] [ʒʷɫɑr ɫɑ.məs.ɫɑ‿i.ħɑ.rɑkʼ.χojtʼ] [rɑ.dɑ rɑj.dɑ rɑ.ri.rɑ] [rɑ.dɑ re.rɑ.mɑ re.rɑ.ʃɑ] [nɑr.tʰɑː riː.rɑ ziː.row] [ɑ.fər.χɑ.t͡ɕʰʷɑ rɑn.ɡʷɑ.ʃɑ] [ɑpʰ.sən.tʷʼə.ɫɑ‿ipʰ.ʃow ɑ.tʷʼə.ɫɑ‿] [‿i.χə zdi.nə.ħʷɑ.ɫɑz ɑn.t͡ɕʰʷɑ] [zkʲə.ʂəkʷ.sɑ.ɫɑ‿im.ɥɑs.χʲo gə.ɫɑn] [rəʒʷ.ɥ(ɑ)‿ej.bər.tʰojtʰ u.pʰɑ.t͡ɕʰʷɑ] [ʃʷnej.bɑt͡sʰ ɑpʰ.snəʒʷ.ɫɑr] [ɑjʃ.t͡ɕʰʷɑ ʃʷnej.bɑt͡sʰ] [nχət͡sʼ ɑː.χət͡sʼ ħɑj.t͡sʰupʼ] [ħɑz.ʂɑz i.ɫɑpʰʂ] [ħχəwpʼ jɑħ.χəm.ʃʷo] [pʰejpʰʂ ɫɑ.ʂɑ ħzəpʰ.ʂupʼ] [ʃʷnej.bɑt͡sʰ ɑpʰ.snəʒʷ.ɫɑr] [(i)gə.ɫejtʼ ħɑm.rɑ] [jɑ.kʷəm tʰɑ.ʃʷɑ.rɑ] [(u)rə.ɫɑ.ɡʷər.ʁʲɑ] [ɑn.rɑ‿ɑħ.ʂɑ.rɑ] [ʃɑr.dɑːm.tʰɑ ɑpʰ.sən.rɑː] |

### Tiếng Nga
| Lời bài hát tiếng Nga (đồng chính thức) | Chuyển tự |
| --- | --- |
| Марш, марш, сыновья Абхазии! Пролить нашу кровь для Абхазии, сыновья Абхазии! Пролить нашу кровь за независимость, сыновья Абхазии! О-хо-хо-о-хо-о-рада! О-хо-хо-о-хо-Pаида-pа! Как солнце в небе, ты всегда абхазия! Твоя любовь согрела бесчисленные сердца, с горами и морями на тебе. Совесть мужская тоже тебя обижает, Звездная, святая Абхазия! Рада, Рейда, Рарира! Рада, Рерама, Рераша! Мать героя, где рождается нарт - как свято! Абхазия, да благословит тебя мир на тысячи лет вперёд. Дети объединяются как один народ, Братья плечом к плечу. Идите, абхазы! Братья, идите! В Закавказье, мы всегда здесь, Бог смотрит здесь, для лучшего будущего! Идите, абхазы! Солнце встает! Какое светлое будущее! Любить навсегда, это благословение Бога для Светлое будущее Абхазии! | Marsh, Marsh, Synov'ya Abkhazii! Prolit' nashu krov' dlya Abkhazii Synov'ya Abkhazii! Prolit' nashu krov' za nezavisimost', Synov'ya Abkhazii! O-ho-ho-o-ho-o-Rada O-ho-ho-o-ho-Raida-ra! Kak solntse v nebe, Ty vsegda Abkhaziya! Tvoya lyubov' sogrela beschislennyye serdtsa, s gorami i moryami na tebe. Sovest' muzhskaya tozhe tebya obizhayet, Zvezdnaya, svyataya Abkhaziya! Rada, Raida, Rarira Rada, Rerama, Reraśa. Mat' geroya, gde rozhdayetsya nart - kak svyato! Abkhaziya, da blagoslovit tebya mir na tysyachi let vperyod. Deti ob-yedinyayutsya kak odin narod, Brat'ya plechom k plechu. Idite, Abkhazy! Brat'ya, idite! V zakavkaz'ye, my vsegda zdes', Bog smotrit zdes', dlya luchshevo budushchevo! Idite, abkhazy! Solntse vstayet! Kakoye svetloye budushcheye! Lyubit' navsegda, eto blagosloveniye Boga dlya Svetloye budushcheye Abkhazii! |